# 22e gala des prix Félix
Les lauréats des prix Félix en 2000, artistes québécois œuvrant dans l'industrie de la chanson, ont reçu leurs récompenses à l'occasion du vingt-deuxième Gala de l'ADISQ, animé par Guy A. Lepage et qui eut lieu le 4 novembre 2000.

## Interprète masculin de l'année
- Bruno Pelletier

Autres nommés : Daniel Bélanger, Daniel Boucher, Nicola Ciccone, Sylvain Cossette, Marc Déry, Éric Lapointe, Paul Piché.

## Interprète féminine de l'année
- Isabelle Boulay

Autres nommées : France D'Amour, Céline Dion, Luce Dufault, Laurence Jalbert, Jorane, Marie-Jo Thério.

## Révélation de l'année
- Daniel Boucher

Autres nommés : Nicola Ciccone, Marc Déry, Martin Deschamps,
Jorane.

## Groupe de l'année
- la Chicane

Autres nommés : la Bottine Souriante, les Colocs, les Respectables, Muzion.

## Auteur-compositeur de l'année
- Daniel Boucher

Autres nommés : Marc Déry et Alain Quirion, Muzion, Paul Piché, Marie-Jo Thério.

## Artiste s'étant le plus illustré hors Québec
- Lynda Lemay

Autres nommés : Céline Dion, Lara Fabian, Anthony Kavanagh, Notre-Dame de Paris (Artistes variés).

## Artiste s'étant illustré dans une langue autre que le français
- Lara Fabian

Autres nommés : Ranee Lee, Jeff Smallwood, Florent Vollant, Bob Walsh.

## Artiste de la francophonie s'étant le plus illustré au Québec
- Louise Attaque

Autres nommés : Patrick Bruel, Francis Cabrel, Thomas Fersen, Allan Théo.

## Chanson populaire de l'année
- Je ne t'aime plus de Mario Pelchat

Autres nommés : En mon bonheur (tout toi me manque) de Daniel Bélanger, J'ai mal à l'amour d'Isabelle Boulay, Le menteur de Nicola Ciccone, Quand de Martin Deschamps, Juste pour voir le monde de la Chicane, Mon ange d'Éric Lapointe, Je joue de la guitare de Jean Leloup, Amalgame des Respectables, Ne fais pas ça de Paul Piché.

## Album le plus vendu
- À l'ombre de l'ange d'Éric Lapointe

Autres nommés : États d'amour et Scènes d'amour d'Isabelle Boulay, En catimini de la Chicane, D'autres rives de Bruno Pelletier.

## Album pop de l'année
- Scènes d'amour d'Isabelle Boulay, VII de Mario Pelchat.

Autres nommés : Entends-tu mon cœur de Jacynthe, À chacun son histoire de Natasha St-Pier, La maline de Marie-Jo Thério.

## Album rock de l'année
- À l'ombre de l'ange de Éric Lapointe

Autres nommés : Comme je suis de Martin Deschamps, Vent fou de Jorane, $=bonheur des Respectables, Tout l'monde de Noir Silence.

## Album pop-rock de l'année
- D'autres rives de Bruno Pelletier

Autres nommés : Dix mille matins de Daniel Boucher, Humain de Sylvain Cossette, L'opéra du mendiant de Nicola Ciccone, Tricycle de Daniel Bélanger

## Album Hip-Hop de l'année
- Mentalité moune morne (ils n'ont pas compris...) de Muzion

## Album country de l'année
- Hommage à mes amis de Bobby Hachey

Autres nommés : Combien de Bourbon Gauthier, Un p'tit air country de Manon Bédard, Une femme country de Pier Béland.

## Album instrumental de l'année
- François Cousineau de François Cousineau

## Album jazz de l'année
- Little Zab de Yannick Rieu

## Album jeunesse de l'année
- 2000 et un enfant de Dan Bigras et artistes variés

## Album traditionnel de l'année
- 100 ans de folklore de chez vous (Artistes variés)

## Album humour de l'année
- Roule toi par terre de Crampe en Masse

Autre nommé : Danse à deux de Yves et Martin

## Spectacle de l'année - auteur-compositeur-interprète
- À l'ombre de l'ange de Éric Lapointe

Autres nommés : Bigras-Jalbert de Dan Bigras et Laurence Jalbert, Dix mille matins de Daniel Boucher, Marc Déry de Marc Déry, Tournée 1999-2000 de Jean-Pierre Ferland.

## Spectacle de l'année - interprète
- Notre-Dame de Paris (Artistes variés dont Mario Pelchat, Jean-François Breau, France D'Amour, Charles Biddle Jr., Robert Marien, Pierre Bénard-Conway et Natasha St-Pier).

Autres nommés : La dernière de Céline de Céline Dion et artistes variés, La tournée D'autres rives de Bruno Pelletier, Des milliards de choses de Luce Dufault, Je pleure, tu pleures de Chloé Sainte-Marie.

## Spectacle de l'année - humour
- Daniel Lemire de Daniel Lemire

Autres nommés : Rumeurs de Jean-Michel Anctil, Les Grandes Gueules de les Grandes Gueules, Grandeur nature de Martin Petit, Stéphane Rousseau de Stéphane Rousseau.

## Vidéoclip de l'année
- Mon ange d'Éric Lapointe

Autres nommés : Silicone de Daniel Boucher, La cabane à Félix de Marc Déry, Le monde est rendu peace de Marc Déry, Pissiômoins des Colocs Amalgame des Respectables, Tu pourras dire de Kevin Parent.

## Hommage
- Guy Cloutier (le trophée lui est retiré en 2005 à la suite de l'affaire Nathalie Simard)

## Sources
Gala de l'ADISQ 2000